# Acichorios
Acichorios (tiếng Hy Lạp cổ: Ακιχώριος) là một trong số các thủ lĩnh của người Gaul, những người đã xâm lược Thrace và Macedon vào năm 280 TCN. Ông và Brennos đã chỉ huy một đạo quân tiến vào Paionia. Trong năm tiếp theo, 279 TCN, ông đi theo Brennos trong cuộc xâm lược vào Hy Lạp của ông ta. Một số tác giả cho rằng Brennos và Acichorius là cùng một người, người đầu tiên chỉ là một tước hiệu và người thứ hai là tên thật.